# 臺北市立天文科學教育館
臺北市立天文科學教育館（英語：Taipei Astronomical Museum），或稱台北市立天文館、台北天文館，位於臺灣臺北市士林區的臺北科學藝術園區內，為臺北市政府教育局所屬之社會教育機構，成立於1996年11月7日，1997年7月20日正式全面開放。其前身為臺灣第一個天文教育機構「臺北市立天文台」。目前館內設施包括使用虛擬實境與擴增實境技術模擬太空實際場景的展示場、宇宙探險區、宇宙劇場、立體劇場、天文教室、圖書館、圓頂天文觀測室等。:14-16

## 簡介

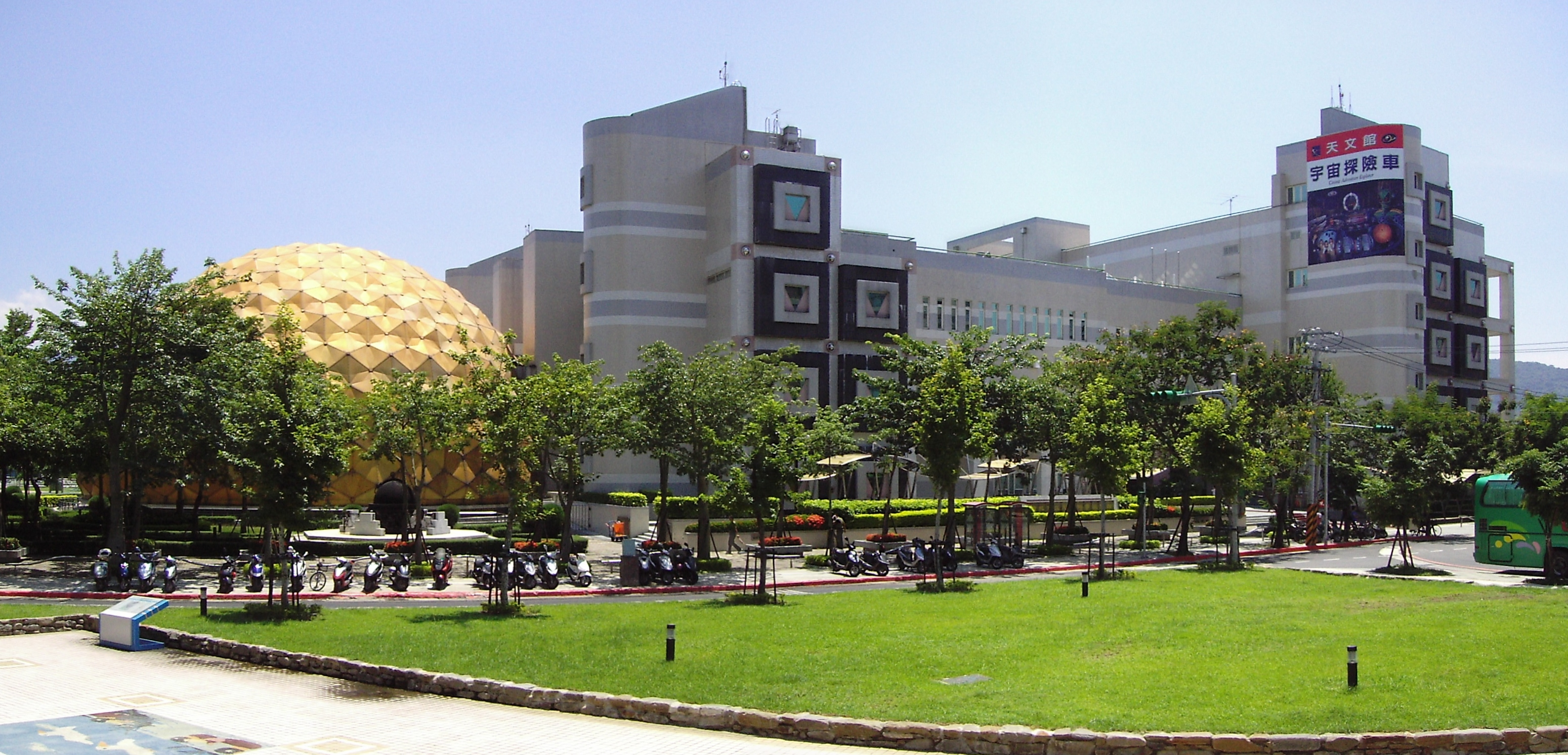
館舍外觀

天文科學教育館的建築主體是以外型穩重的塊體及前衛的採光罩構成。教學區屋頂上有2座圓頂觀測台，放置45公分蓋賽格林式反射望遠鏡及20公分庫德焦點的折射望遠鏡。建築主體旁邊的圓頂式全天域劇院直徑35公尺，表面被覆著象徵宇宙神秘感的金黃色鋁錐面板。館區四周放置了黃道經緯儀、天球儀、赤道儀和赤道日晷，並藉著植栽區隔視線導引來增加空間的變化及私密性。寬敞的空間設計加上活潑、親切、不失莊重的建築意象，結合休閒與教育功能的園景設計，讓天文館成為台北市最具吸引力的戶外育樂活動空間。

## 歷史沿革

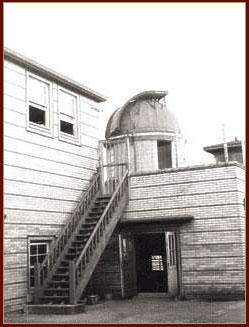
1940年的公會堂天文台

1938年，台灣日日新報社為紀念創刊40周年，將建在台北公會堂屋頂上的4吋赤道儀折射望遠鏡及圓頂觀測台，捐獻給台北市役所，命名為臺北公會堂天文臺。1945年二戰結束之後，臺北市政府接收公會堂後更名為中山堂，隨即更名為中山堂天文臺，由氣象局管理。1946年改隸臺北市政府教育局，命名臺北市立天文台，此即臺北市立天文科學教育館最早的前身。:12-13
1957年，蘇聯發射人造衛星史普尼克1號進入繞地軌道，引發了社會大眾對天文知識的熱潮。由於中山堂附近夜間光害嚴重不適合觀測工作，1960年在圓山風景區內開始動工興建新的圓山天文台，1963年3月28日竣工啟用，但初期受限人力不開放民眾參觀。8月31日臺灣省政府決議每週開放參觀。
1986年哈雷彗星的回歸，在新聞媒體的推波助攬下掀起了觀星熱潮。而圓山天文台規模過小，加上臺北市人口急速增加，使圓山天文台不敷使用；加上後方的圓山大飯店和前方的中山高速公路興建後造成的光害問題，遂有了遷建與擴建的計畫。1993年於士林區基河路動工興建天文科學教育館，1996年天文台改制為臺北市立天文科學教育館，1997年2月4日舉辦開館典禮，隔日正式開放第一期展區。7月20日展館全面開放。
其後圓山天文台建築改為校外教學專區，但因建築老舊等安全問題於2000年7月25日拆除，但仍留下一個水平式日晷供人紀念。:13

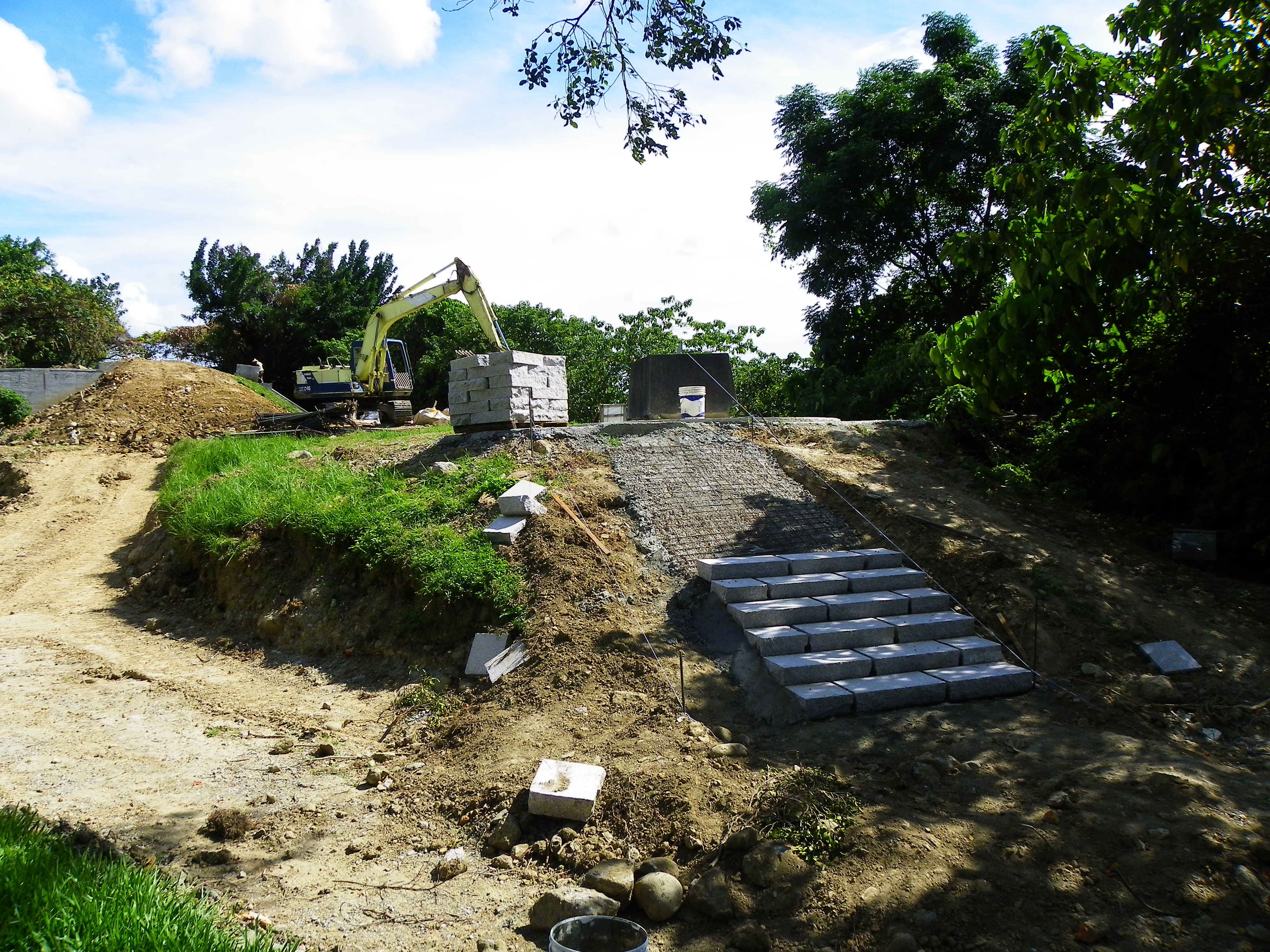
2010年8月，整建中的圓山天文台遺址。
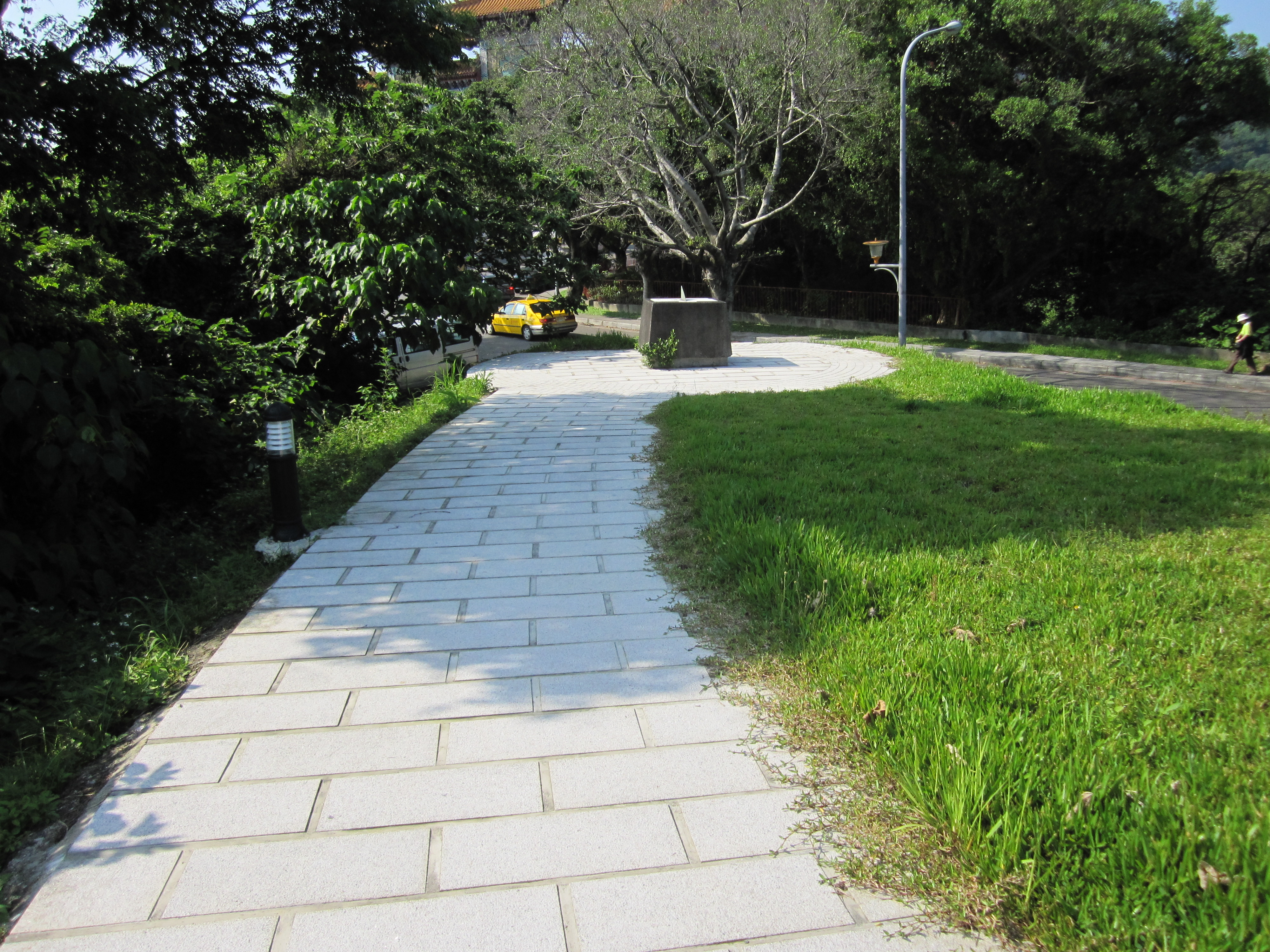
圓山天文台拆除後，現在原址為一個水平式日晷。後為改善圓山的交通，由現址遷移至土坡上。

2017年3月，台北市立天文館宣布將和兒童新樂園及美崙公園合併成一個主題園區。
2018年7月5日，天文館歷經3年耗資5.8億元新台幣經費重整後，新增阿波羅17號等比例的擬真登月車虛擬實境互動設備；新增模擬器可模擬太陽高能粒子打到地球發光光學現象；新增內投影球模擬8大行星的太陽系結構擴增實境設備；另外開設星際迷航主題特展提供體感設備與互動遊戲至2018年12月2日。

## 組織架構

### 館本部
- 館長
- 秘書

### 內部單位
- 研究組：負責天文觀測、記錄、研究、統計、登錄、圖書管理、出版、國際連繫及資料交換等事項。
- 推廣組：負責天文教育規劃、輔導、推廣、天文研習、學校天文教育及天文觀測室之開放等事項。
- 展示組：負責本館展示主題之規劃與設計製作、展示設施之維護管理及天文營隊活動之辦理等事項。
- 視聽組：負責全天域與立體劇場電影放映、天文節目製作、星象解說與儀器操作及維護等事項。
- 秘書室：負責文書、檔案、出納、總務、財產之管理，研考及不屬於其他各單位事項。
- 會計室：依法辦理歲計、會計及統計事項。
- 人事室：依法辦理人事管理事項。
- 政風室：依法辦理政風事項。

## 歷任館長
| 姓名                     | 任期                          |
| ------------------------ | ----------------------------- |
| 蔡章獻（圓山天文台台長） | 1969年5月5日 ~ 1991年4月1日   |
| 謝遠明（代理）           | 1991年4月23日 ~ 1991年8月27日 |
| 阮國全                   | 1991年8月27日 ~ 2003年1月2日  |
| 王錦雄（代理）           | 2003年1月2日 ~ 2003年6月2日   |
| 邱國光                   | 2003年6月2日 ~ 2012年4月2日   |
| 王錦雄（代理）           | 2012年4月2日 ~ 2012年12月20日 |
| 陳岸立                   | 2012年12月21日~               |

## 展覽

### 常設展

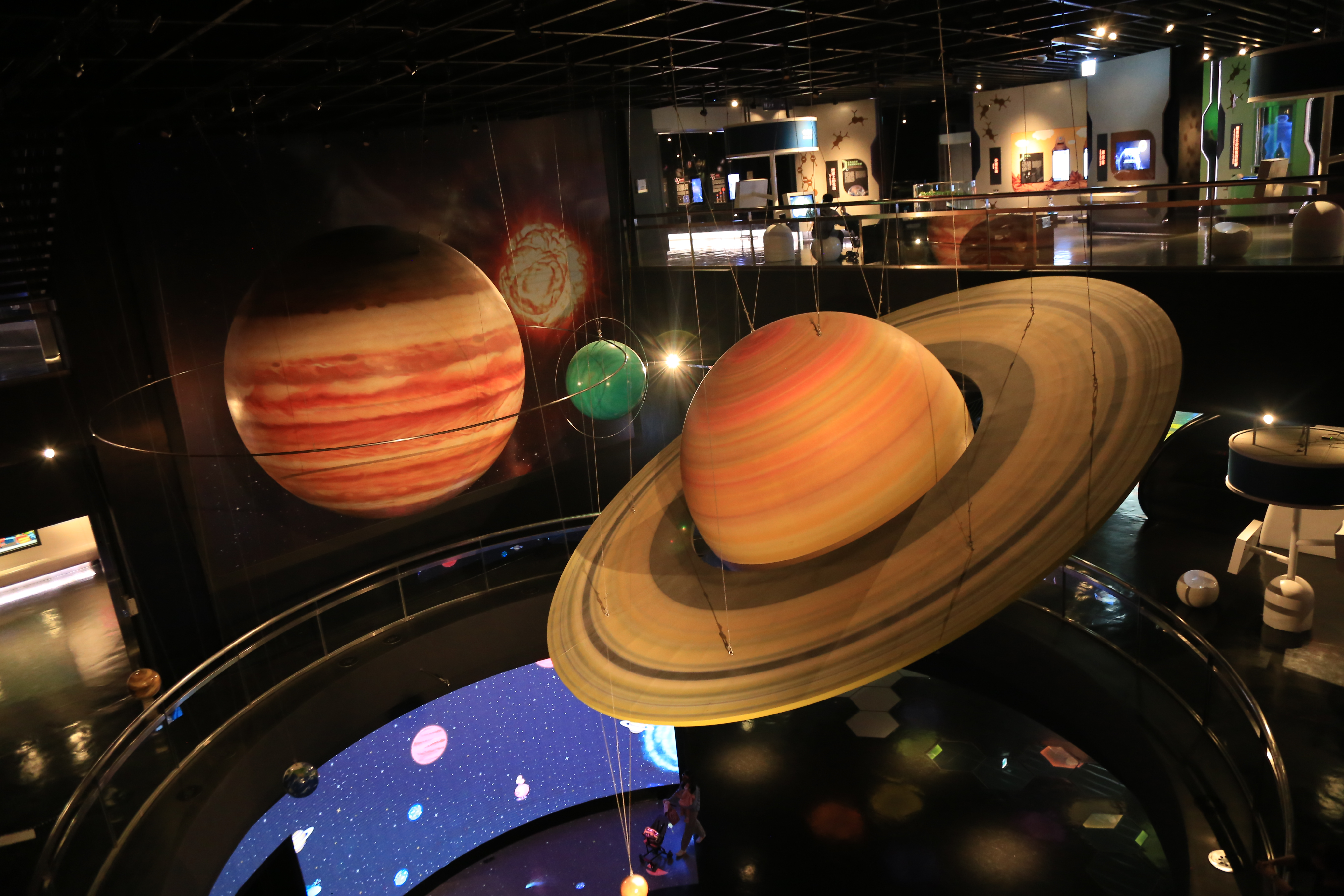
常設展區域所展示的太陽系行星模型。

臺北市立天文科學教育館的常設展示場共分為三個樓層，其展場設計以逐層分區形式設計，展區還有多媒體影音及模擬機台提供參觀者使用。一樓展示區域以地球的歷史及航天史為主題。其展覽內容涵蓋地球結構、龍捲風、極端天氣、全球暖化等主題，並設有透球型地球投影展示，其餘展覽內容包括展示火箭模型、作用力與反作用力的原理、以及人造衛星的軌道形式展示。其餘展區還包括極光模擬器、太空食品模型、太空實驗室的再現，以及阿波罗登月计划的解說與阿波羅17號登月車複製品虛擬實境互動設備展示，加註各國的登月計畫及其未來發展過程。
二樓的展示區域以太陽系為主題，展覽內容涵蓋月球、太陽系天體、星座及其恆星的空間分布等主題。展示區內設有天球仪，並對曆法與節氣進行解說，此外還展示銀河系的圖文展板及各種波段觀測到的銀河影像和投影片。
三樓展示區域的主題涵蓋星系、宇宙的演進、外星生命的探索、太陽系外行星、都卜勒效應，以及臺灣天文研究成就。展區內展示各項天文儀器的發展過程及其成就，並設有折射望远镜的成像原理與功能介紹、地面天文台的運作方式、電波望遠鏡的示意圖進一步認識天文觀測技術。

### 宇宙探險
常設展示場上層四樓處設有互動性娛樂設施「宇宙探險」，該設施於2002年7月20日開始營運。該遊樂設施共設有長約200公尺的軌道，遊客可透過搭乘軌道車，透過影片、燈光、場景與特效模擬宇宙探險之特色。

## 出版品
- 月球表面地形名稱：未出刊文字版，可由網路下載說明與附錄﹝欠主檔﹞[14]。
- 臺北星空：1998年10月1日創刊[15]，為一年4期的季刊。前身為《天文通訊》[16][17]。
- 天文年鑑：1988年創刊，每年一期，介紹與說明當年度的主要天象與天文觀測所需之數據列表。2018年起不再出刊紙本，改為電子版供下載。
- 太陽黑子年報：1983年創刊，每年一期，統計上一年度逐天觀測所得的黑子數量與分類，並繪製歷年之相對數曲線。
- 天文館學報：與中華民國天文學會合作出版，於2003年開始出刊，每年一期。
- 天文館電子報：2008年1月5日發行第一期，提供天文館最新訊息、天文新知、天象速報等資訊。前身為1975年4月24日開始不定期發行的天文快報，至1996年3月27日已出刊400期，並彙整每百期集結印製合訂本，共印製四輯。其後仍繼續發行，及後至2008年起改為電子版，至2019年8月14日發行最後一期第523期[18]。

## 腳注
1. 1 2 3  徐毅宏. . 臺北星空. 2014夏, (64): 12-16. ISSN 1727-0022.
2. 1 2  沈佩瑤. . 自由時報. 2018-07-05  [2018-07-19]. （原始内容存档于2018-07-19） （中文（臺灣））.
3. 1 2  責任編輯：王愉悅. . 大紀元時報. 2018-07-05  [2018-07-19]. （原始内容存档于2018-07-19） （中文（臺灣））.
4. ↑  . 聯合報. 1963-03-29: 02.
5. ↑  . 聯合報. 1963-08-31: 02.
6. ↑  沈長祿. . 聯合報 (台北). 1997-02-04: 17版都會掃描.
7. ↑  . 臺北市立天文科學教育館. 2014-04-14  [2014-07-04]. （原始内容存档于2014-07-14）.
8. ↑  沈長祿. . 聯合報 (台北). 1997-07-19: 15版生活資訊.
9. ↑  邱淑玲. . 民生報. 1997-07-21: 17版戶外焦點.
10. ↑  陳妍君. . 中央通訊社. 2018-07-05  [2018-07-19]. （原始内容存档于2018-07-19） （中文（臺灣））.
11. ↑  . 臺北市立天文科學教育館. 2024-08-27  [2024-08-27]. （原始内容存档于2024-09-19） （中文（臺灣））.
12. ↑  . sites.google.com.   [2024-08-27]. （原始内容存档于2024-08-27） （中文（臺灣））.
13. ↑  . 臺北市立天文科學教育館. 2024-08-27  [2024-08-27]. （原始内容存档于2024-09-19） （中文（臺灣））.
14. ↑  .   [2014-12-23]. （原始内容存档于2014-12-23）.
15. ↑   (PDF).   [2010-09-12]. （原始内容 (PDF)存档于2016-03-04）.
16. ↑  最早是台北市天文同好會的期刊，於1965年(131期)改由天文台出版，至1998年6月1日共出刊287期
17. ↑  天文通訊停刊後先改名為《天文館期刊》共出版4期，後改名為《台北星空》第五期館長的話 （页面存档备份，存于）
18. ↑  .   [2010-09-21]. （原始内容存档于2010-08-04）.

## 外部連結
- 官方网站（中文）（英文）
- 台北天文館：天象導航通
- 臺北天文通的Facebook專頁
- YouTube上的臺北市立天文科學教育館頻道

25°05′46″N 121°31′06″E / 25.0960778°N 121.5184451°E